# Gastrocopta
Gastrocopta é um género de gastrópode  da família Pupillidae.
Este género contém as seguintes espécies:
- Gastrocopta armifera
- Gastrocopta barbadensis
- Gastrocopta contracta
- Gastrocopta boninensis
- Gastrocopta chichijimana
- Gastrocopta iheringi
- Gastrocopta oblonga
- Gastrocopta ogasawarana
- Gastrocopta pellucida
- Gastrocopta pentodon
- Gastrocopta rupicola
  - Gastrocopta rupicola marginalba
- Gastrocopta servilis
- Gastrocopta solitaria